# Thryophilus rufalbus
Thryophilus rufalbus là một loài chim trong họ Troglodytidae.